# Греко-візантійська католицька церква
Гре́цька візанті́йська католи́цька це́рква (грец. Ελληνική Βυζαντινή Καθολική Εκκλησία, Ellinikí Vizantiní Katholikí Ekklisía; лат. Byzantinum Ecclesia Catholico Graeciae), також Гре́цька католи́цька це́рква — східна католицька юрисдиція sui juris, яка находиться в повному євхаристійному спілкуванні з Латинською церквою, так і з 22 іншими східно-католицькими церквами, утворюючи разом Католицьку церкву, територією якої є Греція та Туреччина. Грецька католицька церква, як і Церква Греції, використовує візантійські традиції та обряд, новоюліанський календар та койне й сучасну грецьку мову.

## Історія становлення
Кілька богословських соборів намагалися відновити єдність між грецькими та латинськими християнами: Барійський собор 1098 року, Ліонський собор 1274 року та Флорентійський собор 1439 року. Усі вони зазнали невдачі. Згодом багато греків, які тоді перебували під владою Османської імперії, прийняли спілкування з Римом. Вони зазвичай переходили в латинський обряд, підтримуючи свої парафії завдяки контактам і підтримці здебільшого венеційців.
Однак лише у 1860-х роках у селі Малгара у Фракії побудована церква sui juris, спеціально призначена для греко-католиків, які дотримувались візантійського обряду. До кінця XIX століття побудовано ще дві такі церкви, одна в Константинополі, а друга в Халкедоні.
У 1826 році католицький священик Джон Марангос розпочав місію серед православних християн Константинополя, де керував будівництвом невеликої громади. У 1878 році він переїхав до Афін, де помер у 1885 році після того, як заснував церкву. Крім того, він виграв два маленькі села у Фракії за католицьку віру.
Після 1895 року Успенці приступили до своєї місії в Константинополі, семінарії та двох інших містечках, заснованій у 1910 році; було близько 1000 віруючих із 12 священниками, 10 з яких були Успенськими.
У 1907 році корінний грецький священник Ісая Пападопулос, священник, який побудував церкву у Тракії, був призначений генеральним вікарієм греко-католиків у складі Апостольської делегації Константинополя, а в 1911 році отримав єпископське посвячення і був призначений відповідальним за новостворений ординаріат для католиків грецького візантійського обряду, який згодом став екзархатом. Була заснована особлива церква греко-католиків візантійського обряду. Набагато численнішими були греко-католики латинського обряду, які становили більшість населення на деяких егейських островах.
У результаті конфлікту між Грецією та Туреччиною після Першої світової війни греко-католики Малгари та сусіднього села Дауделі переїхали до Джанніці в Македонії, де сьогодні проживає значна громада, і багато з тих, хто жив у Константинополі (нині Стамбул, Туреччина) емігрував або втік до Атен, серед яких є єпископ, який змінив посаду екзарха та релігійний інститут сестер Паммакарістос, заснований у 1920 році.
У 1932 році територія екзархату для греко-католиків візантійського обряду була обмежена територією грецької держави, а для тих, хто проживає в Туреччині, було створено окремий Константинопольський екзархат. Тривала еміграція та антигрецькі націоналістичні випадки турків, такі як Стамбульський погром, зробили греко-католиків останнього екзархату надзвичайно малою кількістю. Останній резидент греко-католицького священика в Константинополі помер у 1997 році і з тих пір не був замінений. Єдині регулярні богослужіння у греко-католицькій церкві Святої Трійці там проводять халдейські католики, які проживають у місті.
Покликання до грецької візантійської католицької церкви значною мірою походять з грецьких островів Сірос і Тінос, які обидва мають значне католицьке населення.
Єпископ Мануель Нін (титулярний єпископ Каркабії) є чинним Апостольським екзархом католиків візантійського обряду в Греції.
Кількість католицьких греків візантійського обряду в Греції поступово зростала до 6016 (6000 у Греції та 16 у Туреччині) станом на 2017 рік. В Атенах головною греко-католицькою церквою є Собор Святої Трійці в Атенах.
Греко-католицька спільнота нащадків емігрантів-емігрантів існує в Каргезі на Корсиці, хоча вона не під юрисдикцією Грецької візантійської католицької церкви. Священник, що базується в Атенах, архимандрит Атанасій Армаос, відвідує Каргезу кілька разів на рік, щоб відправляти богослужіння в грецькій церкві.

## Візантійські греко-католики
До відомих грецьких візантійських або східних католиків (яких також називають уніатами через сприяння об'єднання Церков) належать:
- Георгій Акрополіт, історик
- Георгій Метохіт, диякон
- Ісидор Київський, кардинал
- Теодор Газа, вчений
- Григорій III Константинопольський
- Іван V Палеолог
- Іван VIII Палеолог
- Костянтин XI Палеолог, останній візантійський / римський імператор
- Лев Аллатій, учений

## Екзархи
- Джорджо Калавасі, з 1932 по 1957 рік
- Гіакінтос Гад, з 1957 по 1975 рік
- Анаргірос Прінтезіс, з 1975 по 2008 рік
- Дімітріос Салахас, з 2008 по 2016 рік
- Мануель Нін, з 2016 року